# Pokémon Mini
Pokémon Mini (japanisch ポケモンミニ, stilisiert als Pokémon mini) ist eine 2001 veröffentlichte Handheld-Konsole von Nintendo. Bei der kleinsten Spielkonsole der Welt, für die es austauschbare Spielmodule gibt, handelt sich um ein tragbares System mit Schwarz-Weiß-Bildschirm, integrierter Uhr, Vibrationseffekt, Infrarotschnittstelle und einem Shock-Sensor. Das System war in den Gehäusefarben grün, lila und blau erhältlich.

## Spiele
- Pokémon Party Mini (ポケモンパーティミニ, Pokemon Pāti Mini) - Dieses Spiel wurde mit der Konsole mitgeliefert und stellt eine Sammlung simpler Minispiele dar.
- Pokémon Pinball Mini (ポケモンピンボールミニ, Pokemon Pinbōru Mini) - Flipperspiel mit zahlreichen Levels.
- Pokémon Puzzle Collection (ポケモンパズルコレクション, Pokemon Pazuru Korekushon) - Sammlung unterschiedlicher Puzzles, die bei Bewältigung Einträge im „Pokémon Minidex“ freischalten.
- Pokémon Zany Cards (ポケモンアニメカード大作戦, Pokemon Anime Kādo Daisakusen) - Sammlung unterschiedlicher Kartenspiele.
- Pokémon Tetris (ポケモンショックテトリス, Pokemon Shokku Tetorisu) - Umsetzung des Geschicklichkeitsspiels Tetris.
- Pokemon Puzzle Collection Vol. 2 (ポケモンパズルコレクションＶｏｌ．２, Pokemon Pazuru Korekushon Vol. 2) - Sammlung 80 neuer Puzzles. Nur in Japan erschienen.
- Pokemon Race Mini (ポケモンレースミニ, Pokemon Rēsu Mini) - Wettrennen in Jump'n'Run-Levels. Nur in Japan erschienen.
- Pichū Brothers Mini (ピチューブラザーズミニ, Pokemon Burazāzu Mini) - Sammlung von sechs Minispielen für einen oder mehrere Spieler. Nur in Japan erschienen.
- Togepī no Daibōken (トゲピーのだいぼうけん) - Geschicklichkeitsspiel, in dem Togepi an Fallen vorbei durch die Stockwerke eines Turmes geleitet werden muss. Nur in Japan erschienen.
- Pokemon Sodateyasan Mini (ポケモンそだてやさんミニ) - Tamagotchi-ähnliches Spiel, in dem für ein junges Pokémon gesorgt werden muss. Nur in Japan erschienen.

| Titel                            | Genre               | Entwickler | Veröffentlichung  | Veröffentlichung  | Veröffentlichung |
| Titel                            | Genre               | Entwickler | Japan             | Nordamerika       | Europa           |
| -------------------------------- | ------------------- | ---------- | ----------------- | ----------------- | ---------------- |
| Pokémon Party Mini               | Minispielsammlung   | Denyusha   | 14. Dezember 2001 | 16. November 2001 | 15. März 2002    |
| Pokémon Pinball Mini             | Flipperspiel        | Jupiter    | 14. Dezember 2001 | 16. November 2001 | 15. März 2002    |
| Pokémon Puzzle Collection        | Puzzlespielsammlung | Jupiter    | 14. Dezember 2001 | 16. November 2001 | 15. März 2002    |
| Pokémon Zany Cards               | Kartenspielsammlung | Denyusha   | 14. Dezember 2001 | 16. November 2001 | 15. März 2002    |
| Pokémon Tetris                   | Puzzlespiel         | Nintendo   | 21. März 2002     | Unveröffentlicht  | 15. März 2002    |
| Pokémon Puzzle Collection Vol. 2 | Puzzlespielsammlung | Jupiter    | 26. April 2002    | Unveröffentlicht  | Unveröffentlicht |
| Pokémon Race Mini                | Rennspiel           | Jupiter    | 19. Juli 2002     | Unveröffentlicht  | Unveröffentlicht |
| Pichu Bros. Mini                 | Minispielsammlung   | Denyusha   | 9. August 2002    | Unveröffentlicht  | Unveröffentlicht |
| Togepi’s Great Adventure         | Adventure           | Jupiter    | 18. Oktober 2002  | Unveröffentlicht  | Unveröffentlicht |
| Pokémon Breeder Mini             | Virtuelles Haustier | Jupiter    | 14. Dezember 2002 | Unveröffentlicht  | Unveröffentlicht |

## Technik
Das Gerät verfügt über vier Kilobyte RAM (inkl. Videospeicher), ein 96×64 px großes Monochrom-Display und eine 8-Bit-CPU.

## Programmierung
Durch intensives Reverse Engineering konnte der Pokémon Mini gehackt werden. Seitdem ist es möglich, Emulatoren, die den Pokémon Mini simulieren, zu entwickeln, sowie eigene Spiele für den Pokémon Mini zu programmieren, wobei die vorgestellte Demo „SHizZLE“ auf der Breakpoint 2005 in der Demoszene und in den Medien für Aufsehen sorgte.

## Daten
- Abmessungen: 74 mm × 58 mm × 23 mm
- Gewicht: 70 g (mit Batterie und Spiel)
- Stromversorgung: 1 × AAA-Batterie
- Lebensdauer der Batterie: etwa 60 Stunden